# Proceso de Rivonia
El proceso de Rivonia fue un juicio que se desarrolló en Sudáfrica entre 1963 y 1964, en el cual diez líderes del Congreso Nacional Africano fueron juzgados por 221 actos de sabotajes dirigidos a derrocar el sistema vigente de disgregación racial conocido mundialmente como apartheid.

## Orígenes
Rivonia es el nombre de una zona residencial de Johannesburgo, donde se encuentra Liliesleaf Farm, propiedad de Arthur Goldreich, lugar donde, el 11 de julio de 1963, 19 líderes del Congreso Nacional Africano fueron arrestados. El lugar había sido utilizado como guarida por los miembros del partido. Entre otros, Nelson Mandela se trasladó a la granja en octubre de 1961 evadiendo a la policía haciéndose pasar por un cocinero y jardinero llamado David Motsamayi.

## Arrestados
Los arrestados entre otros fueron:
- Walter Sisulu.
- Govan Mbeki.
- Raymond Mhlaba.
- Andrew Mlangeni.
- Elias Motsoaledi, sindicalista y miembro del CNA.
- Ahmed Kathrada.
- Billy Nair.
- Denis Goldberg, ingeniero de Ciudad del Cabo y líder del Congreso de Demócratas.
- Lionel "Rusty" Bernstein, arquitecto y miembro del Partido Comunista Sudafricano.
- Bob Hepple.
- Arthur Goldreich.
- Harold Wolpe, destacado abogado y activista.
- James "Jimmy" Kantor, cuñado de Harold Wolpe.

Goldberg, Bernstein, Hepple, Wolpe y Goldreich eran judíos blancos, Kathrada y Nair eran indios y Sisulu, Mbeki, Motsoaledi y Mhlaba eran negros de xhosa, aunque el padre de Sisulu era un magistrado europeo llamado Victor Dickenson.
El juicio fue principalmente un mecanismo a través del cual el gobierno del apartheid pudo dañar y silenciar al CNA. Sus líderes, incluyendo a Nelson Mandela, el cual ya estaba en una prisión de 'Johannesbourg's Fort' con una sentencia de cinco años por incitar a los trabajadores a la huelga y por salir del país ilegalmente, fue juzgado, declarado culpable y encarcelado. El ataque del régimen del apartheid contra los líderes y organizadores del CNA continuó con otro juicio conocido como Pequeño Proceso de Rivonia, en el cual los miembros del CNA fueron juzgados por sus actividades anti-apartheid. Entre los acusados en este juicio estaba el jefe del MK, Wilton Mkwayi quien fue sentenciado a cadena perpetua junto con Mandela y otros líderes del partido en Robben Island.
El gobierno tomó ventaja manteniendo a los acusados 90 días incomunicados mientras comenzaba el juicio. Mientras tanto, Goldreich y Wolpe sobornaron a un guardia y escaparon de la cárcel el 11 de agosto. Su fuga enfureció a los fiscales y a la policía.
Los abogados no pudieron ver a los acusados hasta dos días antes de que comenzara el juicio, el 9 de octubre. Liderando a los abogados defensores se encontraba Bram Fischer, un distinguido abogado afrikáner, asistido por Harry Schwarz, Joel Joffe, Arthur Chaskalson, George Bizos y Harold Hanson. A finales de octubre, Hepple pudo abandonar el banquillo de los acusados tras aceptar testificar en favor de la acusación, algo que nunca hizo ya que se las arregló para huir del país.
Presidió el juicio el Dr. Quartus de Wet, juez-presidente de Transvaal.
El jefe de la acusación fue el Dr. Percy Yutar, segundo fiscal-general de Transvaal.
El juicio empezó el 26 de noviembre de 1963. Tras la desestimación de la primera acusación, el juicio empezó finalmente el día 3 de diciembre con una acusación ampliada. Cada uno de los diez acusados se declararon no culpables. El juicio terminó el 12 de junio de 1964.

## Lista de acusados
- Nelson Mandela.
- Walter Sisulu.
- Govan Mbeki (padre de Thabo Mbeki, antiguo presidente de Sudáfrica).
- Raymond Mhlaba.
- Elias Motsoaledi.
- Ahmed Kathrada.
- Denis Goldberg.
- Andrew Mlangeni.
- Billy Nair.
- Wilton Mkwayi.
- Lionel "Rusty" Bernstein (absuelto).
- Harold Wolpe.
- James Kantor.

## Abogados defensores
- Harry Schwarz.
- Arthur Chaskalson.
- Bram Fischer.
- Joel Joffe.
- Nat Levy.
- Harold Hanson.
- John Coaker.

## Cargos
Los cargos fueron:
- reclutar personas y entrenarlas en la preparación de artefactos explosivos en la guerra de guerrillas con el propósito de una revolución violenta y cometiendo actos de sabotaje.
- conspiración para cometer los actos mencionados anteriormente y prestar ayuda a unidades militares extranjeras para cuando invadieran la República.
- actuar para promover los objetivos del comunismo.
- solicitar y recibir dinero para sus propósitos de simpatizantes de Argelia, Etiopía, Liberia, Nigeria y Túnez, entre otros.

"Los requerimientos de producción" de la munición para un período de seis meses son suficientes, dijo el fiscal Percy Yutar en su discurso de apertura, para hacer estallar una ciudad del tamaño de Johannesburgo.
El juicio fue condenado por el Consejo de Seguridad de las Naciones Unidas y por países de todo el mundo, trayendo consigo en algunos casos sanciones internaciones contra el gobierno sudafricano.

## Fugas
- Arthur Goldreich y Harold Wolpe se fugaron de la cárcel The Fort en Johannesburgo, cuando se encontraban en prisión preventiva, después de sobornar a un guardia. Después de ocultarse en varias casas durante dos meses escaparon a Suazilandia vestidos como sacerdotes, con la ayuda de Manni Brown quien se hizo pasar por un operador turístico como cubierta para entregar armas al CNA.
- Wolpe vio como su cuñado James Kantor fue arrestado y acusado de los mismos crímenes que Mandela. Harry Schwarz, un amigo íntimo, y un conocido político fue su abogado defensor. Después de haber sido objeto de crueles burlas y tras muchos intentos de colocarle como pieza clave del MK por Percy Yutar, finalmente el juez Quartus de Wet lo dejó en libertad. Kantor huyó del país y murió de un ataque de corazón en 1975. Su salud nunca se recuperó del mal trato recibido mientras estuvo en la cárcel esperando al juicio.

## Resultado
Esto es una lucha del pueblo africano, inspirada por el sufrimiento y la experiencia. Es una lucha por el derecho a vivir. Mi ideal más querido es el de una sociedad libre y democrática en la que todos podamos vivir en armonía y con iguales posibilidades. Es un ideario por el cual vivo y espero conseguir. Pero, en caso de necesidad, señoría, es un ideario por el cual estoy preparado para morir.

Al principio la pena de muerte fue solicitada, pero finalmente fue cambiado debido a las protestas internacionales y debido también a hábiles maniobras legales de la defensa. Harold Hanson fue llamado a discutir en la mitigación. Él comparó la lucha de África por los derechos con la lucha de los afrikáans tiempo antes, citando precedentes para rebajar la sentencia, incluso en casos de traición. Ocho acusados fueron sentenciados a cadena perpetua; Lionel Bernstein fue absuelto.
Denis Goldberg fue a la Prisión Central de Pretoria en vez de a la de Robben Island (en aquel momento la única con un ala de seguridad por prisioneros políticos blancos en Sudáfrica) donde permaneció 22 años.
Nelson Mandela pasaría cerca de treinta años en la cárcel como resultado del proceso. Él fue liberado el 11 de febrero de 1990 por el entonces presidente F. W. de Klerk.